# Municipio de Tula de Allende
El municipio de Tula de Allende es uno de los ochenta y cuatro municipios que conforman el estado de Hidalgo en México. La cabecera municipal y localidad más poblada es Tula de Allende.
El municipio se localiza al sur poniente del territorio hidalguense entre los paralelos 19° 55’ y 20° 11’ de latitud norte; los meridianos 99° 15’ y 99° 32’ de longitud oeste; con una altitud de entre 2100 y 2700 m s. n. m. Este municipio cuenta con una superficie de 336.11 km², y representa el 1.61 % de la superficie del estado; dentro de la región geográfica denominada como Valle del Mezquital.
Colinda al norte con los municipios de Chapantongo, Tepetitlán y Tezontepec de Aldama; al este con Tezontepec de Aldama, Tlaxcoapan, Atitalaquia y Atotonilco de Tula; al sur con el municipio de Tepeji del Río de Ocampo y al oeste con el estado de México.
Tula de Allende es el municipio central de la zona metropolitana de Tula, integrada también por los municipios de Atitalaquia, Atotonilco de Tula, Tlahuelilpan y Tlaxcoapan.

## Toponimia
La palabra proviene del náhuatl Tollan; por lo que su significado es «Cerca del tular». Nombrado así en honor al insurgente Ignacio Allende.

## Geografía

### Relieve e hidrográfica

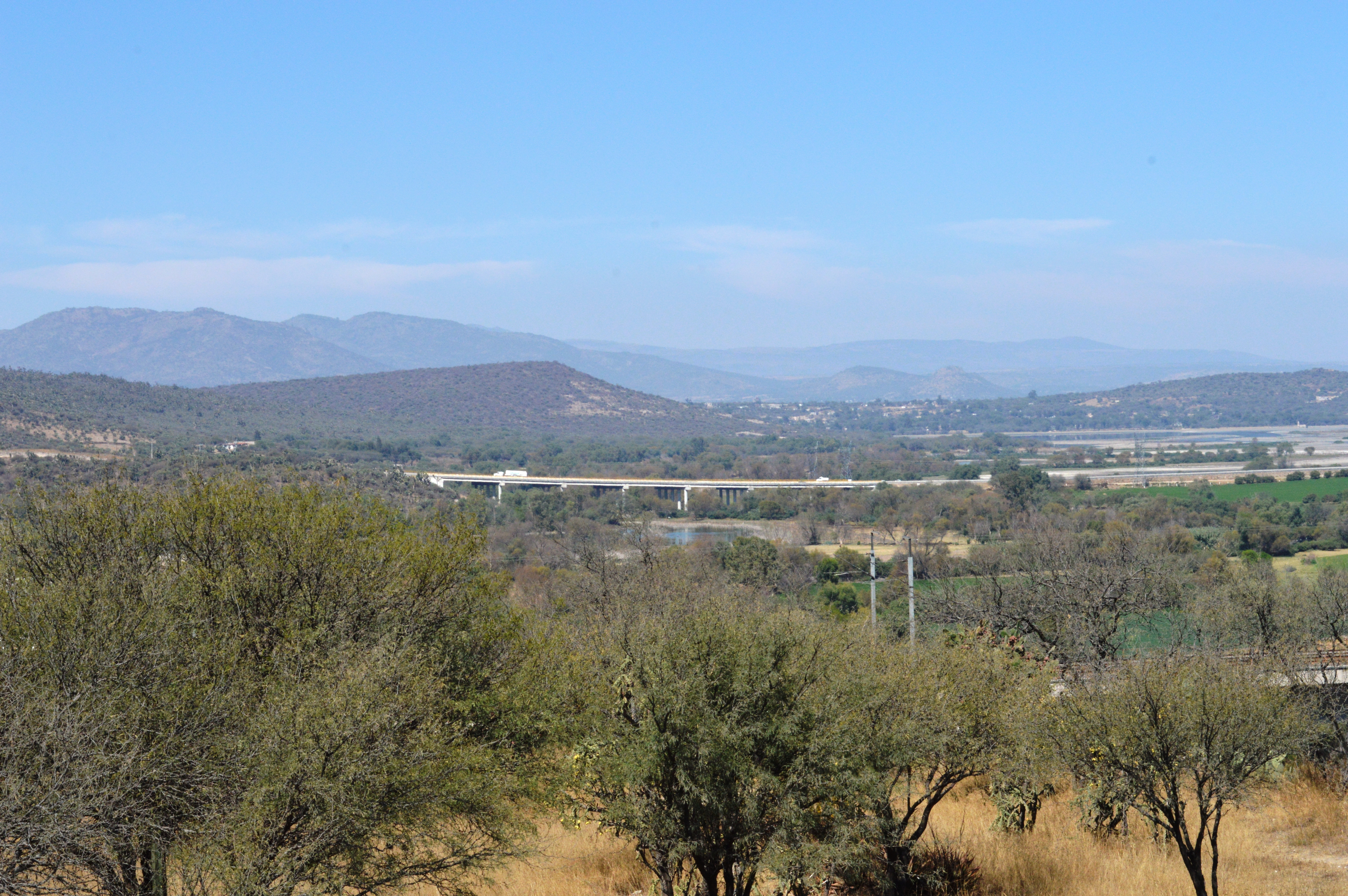
Panorámica del municipio.

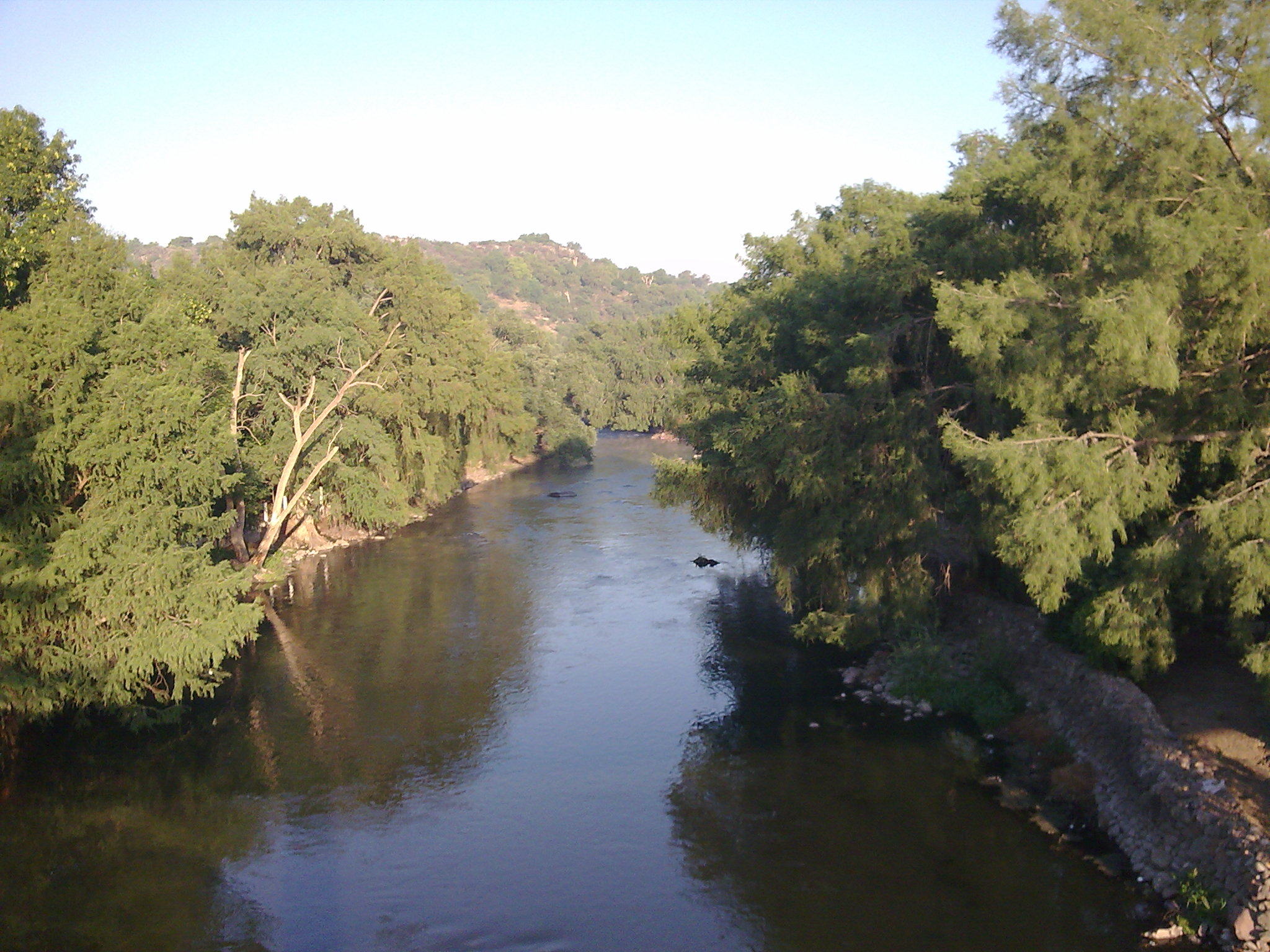
Río Tula.

En cuanto a fisiografía se encuentra dentro de las provincia del Eje Neovolcánico; dentro de la subprovincia Llanuras y Sierras de Querétaro e Hidalgo (88.0%) y Lagos y volcanes de Anáhuac (12.0%). Su territorio es lomerío (52.0.0%), sierra (20.0%), escudo volcanes (12.0%) y llanura (16.0%).
En cuanto a su geología corresponde al periodo neógeno (78.68%), cuaternario (6.0%) y cretácico (2.5%). Con rocas tipo ígnea extrusiva: Volcanoclástico (39.18%), basalto (24.0%), andesita brecha volcánica intermedia (9.0%), toba ácida (3.0%) y riolita (1.0%); sedimentaria: Caliza (2.5.0%), lutita (2.5.0%) y caliza-limolita (1.0%); suelo: aluvial (5.0%). En cuanto a cuanto a edafología el suelo dominante es phaeozem (60.18%), vertisol (20.0%) y leptosol (7.0%).
En lo que respecta a la hidrología se encuentra posicionado en la región hidrológica del Pánuco ; en las cuenca del río Moctezuma; dentro de las subcuencas del río Tula (72.0%), río Rosas (16.0%), río Tlautla (6.0%) y río Salado (6.0%).

### Clima
El municipio presenta una variedad de climas, Templado subhúmedo con lluvias en verano, de menor humedad (51.0%), semiseco templado (48.0%) y templado subhúmedo con lluvias en verano, de humedad media (1.0%). Registrando una temperatura anual de 17.6 °C, una precipitación pluvial de 699 mm. por año y su periodo de lluvias es de mayo a septiembre.

### Ecología
En flora tiene una vegetación está formada de matorrales, nopaleras y magueyeras; el mezquite y el pirúl son los más comunes. En cuanto a fauna se cuenta con conejos, ardillas, liebres, camaleones, correcaminos, coyotes, aves, ratas de campo, víboras hocico de puerco, tlacuache y zorrillo.
En este municipio se encuentra el Parque nacional Tula, decretado como Parque nacional el 27 de mayo de 1981 con una superficie de 99.50 ha.

## Demografía

### Población
De acuerdo a los resultados que presentó el Censo Población y Vivienda 2020 del INEGI, el municipio cuenta con un total de 115 107 habitantes, siendo 55 588 hombres y 59 519 mujeres. Tiene una densidad de 342.5 hab/km², la mitad de la población tiene 32 años o menos, existen 93 hombres por cada 100 mujeres.
El porcentaje de población que habla lengua indígena es de 0.53 %, en el municipio se habla principalmente Otomí del Valle del Mezquital. El porcentaje de población que se considera afromexicana o afrodescendiente es de 1.62 %.
Tiene una Tasa de alfabetización de 99.2 % en la población de 15 a 24 años, de 96.8 % en la población de 25 años y más. El porcentaje de población según nivel de escolaridad, es de 2.2 % sin escolaridad, el 49.6 % con educación básica, el 26.5 % con educación media superior, el 21.6 % con educación superior, y 0.1 % no especificado.
El porcentaje de población afiliada a servicios de salud es de 72.8 %. El 54.9 % se encuentra afiliada al IMSS, el 28.8 % al INSABI, el 4.8 % al ISSSTE, 0.5 % IMSS Bienestar, 9.3 % a las dependencias de salud de PEMEX, Defensa o Marina, 2.2 % a una institución privada, y el 1.4 % a otra institución. El porcentaje de población con alguna discapacidad es de 5.2 %. El porcentaje de población según situación conyugal, el 33.1 % se encuentra casada, el 32.2 % soltera, el 21.7 % en unión libre, el 5.9 % separada, el 2.2 % divorciada, el 4.8 % viuda.
Para 2020, el total de viviendas particulares habitadas es de 33 318 viviendas, representa el 3.9 % del total estatal. Con un promedio de ocupantes por vivienda 3.4 personas. Predominan las viviendas con tabique y block. En el municipio para el año 2020, el servicio de energía eléctrica abarca una cobertura del 99.1 %; el servicio de agua entubada un 73.2 %; el servicio de drenaje cubre un 97.6 %; y el servicio sanitario un 98.0 %.

### Localidades

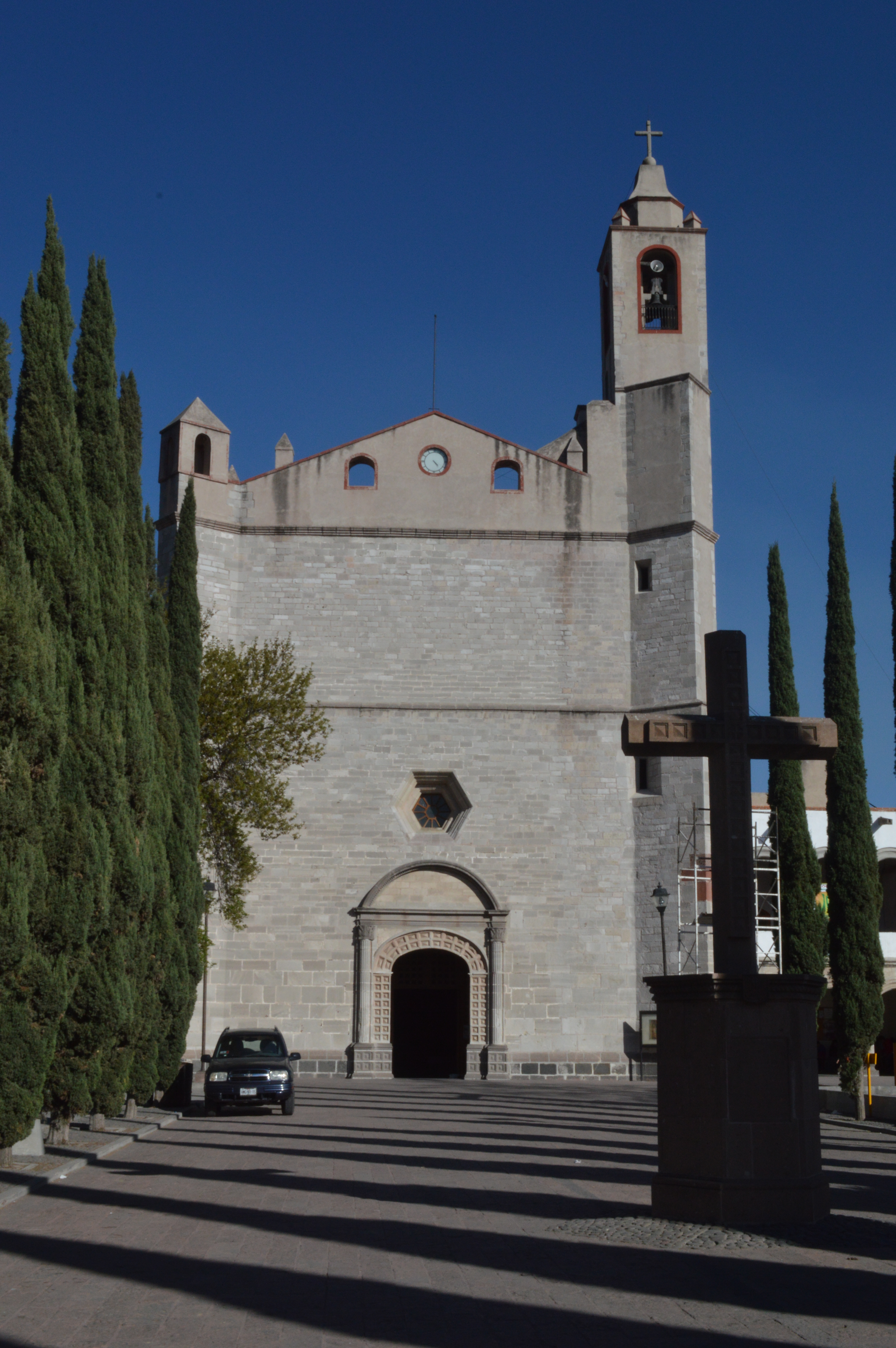
Catedral de Tula en la localidad de Tula de Allende.

Para el año 2020, de acuerdo al Catálogo de Localidades, el municipio cuenta con 73 localidades.
| Código INEGI | Localidad                                        | Población (2020) | Porcentaje (%) | Ámbito Población | Categoría Población |
| ------------ | ------------------------------------------------ | ---------------- | -------------- | ---------------- | ------------------- |
| 130760001    | Tula de Allende                                  | 29 390           | 25.533         | Urbana           | Ciudad              |
| 130760008    | El Llano                                         | 17 332           | 15.057         | Urbana           | Pueblo              |
| 130760022    | San Marcos                                       | 13 872           | 12.051         | Urbana           | Pueblo              |
| 130760024    | San Miguel Vindho                                | 8008             | 6.957          | Urbana           | Villa               |
| 130760011    | Bomintzha                                        | 4004             | 3.479          | Urbana           | Comunidad           |
| 130760026    | Santa Ana Ahuehuepan                             | 3590             | 3.119          | Urbana           | Comunidad           |
| 130760027    | Santa María Ilucan                               | 3277             | 2.847          | Urbana           | Comunidad           |
| 130760006    | Ignacio Zaragoza                                 | 2776             | 2.412          | Urbana           | Comunidad           |
| 130760028    | Santa María Macua                                | 2337             | 2.030          | Rural            | Comunidad           |
| 130760019    | San Francisco Bojay                              | 2124             | 1.845          | Rural            | Comunidad           |
| 130760058    | Colonia Sesenta y Dos                            | 2083             | 1.810          | Rural            | Comunidad           |
| 130760013    | Nantzha                                          | 1944             | 1.689          | Rural            | Comunidad           |
| 130760032    | Xochitlán de las Flores                          | 1773             | 1.540          | Rural            | Comunidad           |
| 130760067    | La Amistad                                       | 1681             | 1.460          | Rural            | Comunidad           |
| 130760016    | San Andrés Tultepec                              | 1606             | 1.395          | Rural            | Comunidad           |
| 130760012    | Monte Alegre                                     | 1520             | 1.321          | Rural            | Comunidad           |
| 130760105    | Residencial Arboledas                            | 1414             | 1.228          | Rural            | Comunidad           |
| 130760023    | San Miguel de las Piedras Primera Sección        | 1364             | 1.185          | Rural            | Comunidad           |
| 130760010    | San Juan Michimaloya                             | 1264             | 1.098          | Rural            | Comunidad           |
| 130760004    | Xiteje de Zapata                                 | 1201             | 1.043          | Rural            | Comunidad           |
| 130760025    | San Pedrito Alpuyeca                             | 1069             | 0.929          | Rural            | Comunidad           |
| 130760061    | Nueva Santa María                                | 1024             | 0.890          | Rural            | Comunidad           |
| 130760046    | Benito Juárez                                    | 900              | 0.782          | Rural            | Comunidad           |
| 130760101    | El Crestón                                       | 888              | 0.771          | Rural            | Comunidad           |
| 130760015    | Xiteje de la Reforma                             | 849              | 0.738          | Rural            | Comunidad           |
| 130760021    | San Lucas Teacalco                               | 723              | 0.628          | Rural            | Comunidad           |
| 130760085    | San Miguel de las Piedras Segunda Sección        | 677              | 0.588          | Rural            | Comunidad           |
| 130760029    | Teocalco                                         | 666              | 0.579          | Rural            | Comunidad           |
| 130760073    | La Cuarta Manzana                                | 575              | 0.500          | Rural            | Comunidad           |
| 130760040    | Colonia El Sesenta y Uno                         | 565              | 0.491          | Rural            | Comunidad           |
| 130760018    | San Francisco Bojay Pueblo                       | 491              | 0.427          | Rural            | Ranchería           |
| 130760005    | Héroes Carranza                                  | 414              | 0.360          | Rural            | Ranchería           |
| 130760007    | Julián Villagrán [Colonia]                       | 333              | 0.289          | Rural            | Ranchería           |
| 130760065    | El Saabi [Colonia]                               | 332              | 0.288          | Rural            | Ranchería           |
| 130760031    | Xijay de Cuauhtémoc                              | 325              | 0.282          | Rural            | Ranchería           |
| 130760092    | Tercera Manzana                                  | 278              | 0.242          | Rural            | Ranchería           |
| 130760074    | Jardines de San Miguel                           | 227              | 0.197          | Rural            | Ranchería           |
| 130760053    | Praderas del Llano                               | 216              | 0.188          | Rural            | Ranchería           |
| 130760002    | Acoculco                                         | 197              | 0.171          | Rural            | Ranchería           |
| 130760009    | Santa María Michimaltongo                        | 192              | 0.167          | Rural            | Ranchería           |
| 130760062    | El Recinto (Ejido Pueblo Nuevo) [Colonia]        | 179              | 0.156          | Rural            | Ranchería           |
| 130760087    | Cerrito del Tepeyac                              | 163              | 0.142          | Rural            | Ranchería           |
| 130760095    | Ejido de Acoculco (Dos Peñas)                    | 149              | 0.129          | Rural            | Ranchería           |
| 130760084    | 16 de enero 2.ª Ampliación (El Tesoro) [Colonia] | 126              | 0.109          | Rural            | Ranchería           |
| 130760070    | Xonthe                                           | 121              | 0.105          | Rural            | Ranchería           |
| 130760103    | La Hacienda                                      | 120              | 0.104          | Rural            | Ranchería           |
| 130760017    | San Antonio Tula                                 | 111              | 0.096          | Rural            | Ranchería           |
| 130760071    | El Cerrito                                       | 91               | 0.079          | Rural            | Ranchería           |
| 130760094    | La Vuelta del Río                                | 83               | 0.072          | Rural            | Ranchería           |
| 130760090    | La Mezquitera                                    | 80               | 0.070          | Rural            | Ranchería           |
| 130760063    | El Godo                                          | 64               | 0.056          | Rural            | Ranchería           |
| 130760057    | Santa María Michimaltongo [Colonia]              | 52               | 0.045          | Rural            | Ranchería           |
| 130760052    | Tenjay [Colonia]                                 | 51               | 0.044          | Rural            | Ranchería           |
| 130760106    | Ejido San Pedro Alpuyeca                         | 41               | 0.036          | Rural            | Ranchería           |
| 130760072    | El Cerrito                                       | 25               | 0.022          | Rural            | Ranchería           |
| 130760098    | El Ocote                                         | 24               | 0.021          | Rural            | Ranchería           |
| 130760107    | Kilómetro 5 [Gasera]                             | 23               | 0.020          | Rural            | Ranchería           |
| 130760108    | El Pirul                                         | 15               | 0.013          | Rural            | Ranchería           |
| 130760104    | La Mezquitera                                    | 14               | 0.012          | Rural            | Ranchería           |
| 130760099    | Pueblo Nuevo (La Subida)                         | 14               | 0.012          | Rural            | Ranchería           |
| 130760064    | El Paso                                          | 12               | 0.010          | Rural            | Ranchería           |
| 130760086    | Ejido Tula [Arriba del Parque Ecológico]         | 10               | 0.009          | Rural            | Ranchería           |
| 130760100    | Las Cortinas                                     | 5                | 0.004          | Rural            | Ranchería           |
| 130760091    | Montecillos                                      | 5                | 0.004          | Rural            | Ranchería           |
| 130760088    | San Lucas Teacalco [Ejido]                       | 5                | 0.004          | Rural            | Ranchería           |
| 130760093    | Antonio Guerrero Briseño                         | 4                | 0.003          | Rural            | Ranchería           |
| 130760079    | La Mora                                          | 4                | 0.003          | Rural            | Ranchería           |
| 130760109    | Ninguno [Antonio Gutiérrez]                      | 4                | 0.003          | Rural            | Ranchería           |
| 130760069    | Rancho Bojay                                     | 4                | 0.003          | Rural            | Ranchería           |
| 130760102    | Exhacienda la Magdalena                          | 3                | 0.003          | Rural            | Ranchería           |
| 130760089    | Las Manzanitas                                   | 2                | 0.002          | Rural            | Ranchería           |
| 130760110    | El Gavillero                                     | 1                | 0.001          | Rural            | Ranchería           |
| 130760075    | La Milpa de García                               | 1                | 0.001          | Rural            | Ranchería           |

## Política

Palacio Municipal de Tula de Allende.

Se erigió como municipio el 6 de agosto de 1824. El Honorable Ayuntamiento está compuesto por: un Presidente Municipal, un Síndico, catorce Regidores, catorce Comisiones y, cincuenta y cuatro Delegados municipales. De acuerdo al Instituto Nacional electoral (INE) el municipio está integrado por 53 secciones electorales, de la 1449 a la 1501. Para la elección de diputados federales a la Cámara de Diputados de México y diputados locales al Congreso de Hidalgo, se encuentra integrado al V Distrito Electoral Federal de Hidalgo y al XIV Distrito Electoral Local de Hidalgo. A nivel estatal administrativo pertenece a la Macrorregión III y a la Microrregión XIV, además de a la Región Operativa II Tula.

### Cronología de presidentes municipales
| Periodo                  | Nombre                                 | Afiliación política        |
| ------------------------ | -------------------------------------- | -------------------------- |
| 1958-1961                | Faustino Argüelles                     | -                          |
| 1961-1964                | Fernando Moctezuma Pereda              | -                          |
| 1964-1967                | Francisco Laguna Ángeles               | -                          |
| 1967-1970                | Carlos Mendoza Reyna                   | PRI                        |
| 1970-1973                | Ignacio Arroyo López                   | PRI                        |
| 1973-1976                | Rafael Cuevas Jiménez                  | PRI                        |
| 1976-1979                | Ignacio Arroyo López                   | PRI                        |
| 1979-1982                | Héctor Manuel Buitrón Maldonado        | PRI                        |
| 1982-1985                | Esteban Sánchez Rojo                   | PRI                        |
| 1985-1988                | César Vieyra Salgado                   | PRI                        |
| 1988-1991                | Raúl Efrén Sicilia Salgado             | PRI                        |
| 1991-1994                | Mario Argáez García                    | PRI                        |
| 16/01/1994 al 15/01/1997 | Noe Paredes Salazar                    | PRI                        |
| 16/01/1997 al 15/01/2000 | Ricardo Raúl Bautista González         | PRD                        |
| 16/01/2000 al 15/01/2003 | José Guadalupe Rodríguez Cruz          | PRI                        |
| 16/01/2003 al 15/01/2006 | Isidro Romero Alcántara                | PAN                        |
| 16/01/2006 al 15/01/2009 | Juan Manuel Cárdenas Oviedo            | PRI                        |
| 16/01/2009 al 15/01/2012 | Rodolfo Paredes Carbajal               | Mas x Hidalgo              |
| 16/01/2012 al 04/09/2016 | Jaime Jacobo Allende González          | Juntos por Hidalgo         |
| 05/09/2016 al 04/09/2020 | Ismael Gadoth Tapia Benítez            | Un Hidalgo con Rumbo       |
| 05/09/2020 al 14/12/2020 | Verónica Monroy Elizalde               | Concejo Municipal Interino |
| 15/12/2020 al 14/08/2023 | Manuel Hernández Badillo               | PAN-PRD                    |
| 25/08/2023 al 04/09/2024 | Mario Francisco Guzmán Badillo         | Suplente                   |
| 05/09/2024 al 04/09/2027 | Cristhian Evanivaldo Martínez Resendiz | Morena                     |

## Economía

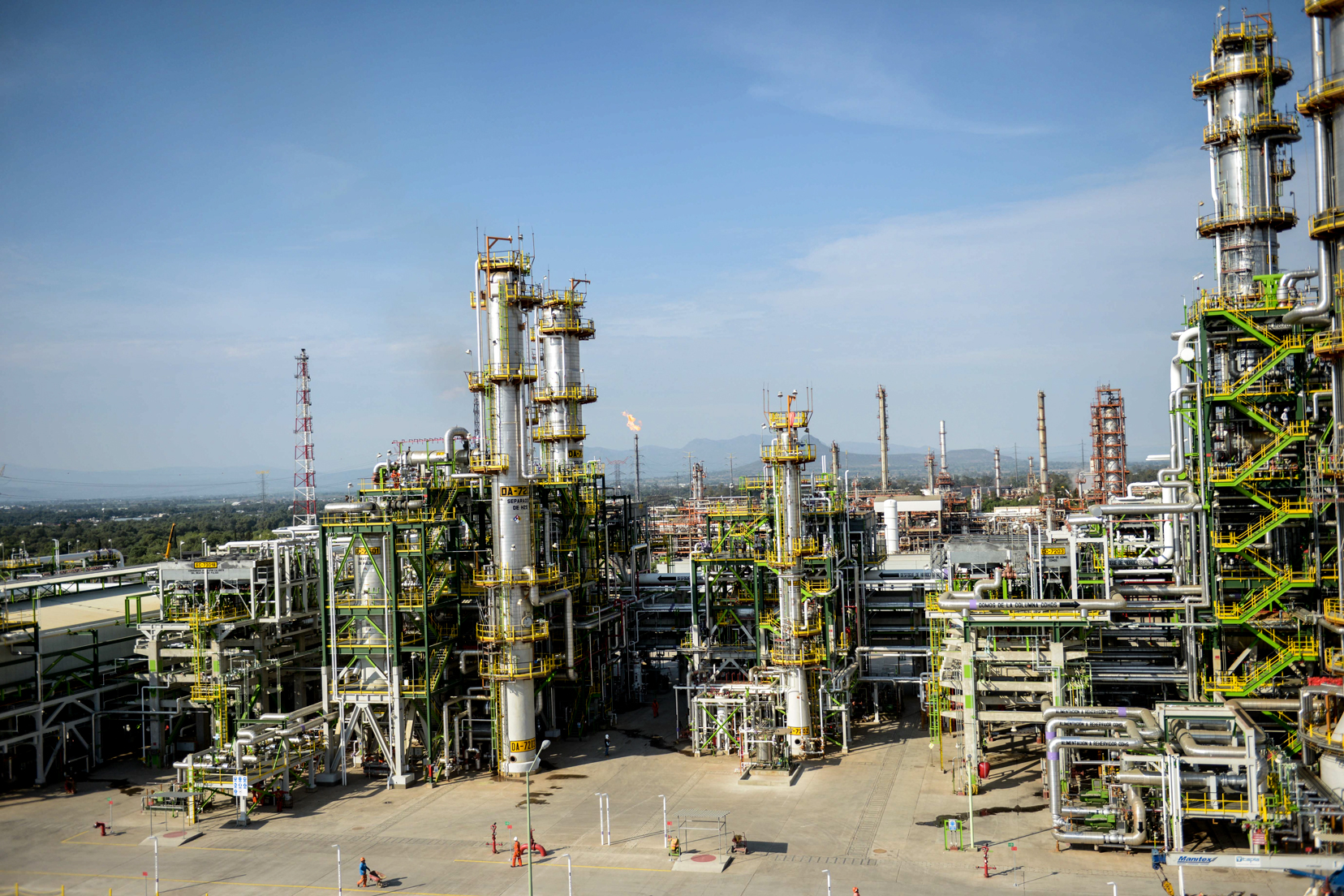
Refinería Miguel Hidalgo.

En 2015 el municipio presenta un IDH de 0.798 Alto, por lo que ocupa el lugar 3.° a nivel estatal; y en 2005 presentó un PIB de $7,025,228,665.00 pesos mexicanos, y un PIB per cápita de $75,300.00 (precios corrientes de 2005). Se estima que Tula aporta el 47.6 por ciento del producto interno bruto Estatal.
De acuerdo con el Consejo Nacional de Evaluación de la Política de Desarrollo Social (Coneval), el municipio registra un Índice de Marginación Muy Bajo. El 47.6% de la población se encuentra en pobreza moderada y 6.0% se encuentra en pobreza extrema. En 2015, el municipio ocupó el lugar 9 de 84 municipios en la escala estatal de rezago social.
A datos de 2015, en materia de agricultura los principales cultivos son maíz con una superficie sembrada de 5684 hectáreas, frijol con 2442 hectáreas, avena con 1003 hectáreas, alfalfa verde con 2973 hectáreas y algunas hortalizas, como calabaza con 66 hectáreas, chile verde con 41 hectáreas y algunos cultivos de alfalfa. En ganadería en el municipio se sacrificó 4767 cabezas de ganado bovino, 3017 cabezas de ganado porcino, 17 525 cabezas de ganado ovino, y 2441 cabezas de ganado caprino. En la avicultura, se crían aves de postura y engorda, con una población de 161 143 aves y pavos. En la apicultura existe una población de 15 colmenas, de las cuales se exporta la miel y cera de las abejas.
En el municipio existen industrias de la transformación, extractivas, construcción, y maquiladoras. Las industrias más importantes son: la Termoeléctrica Francisco Pérez Ríos y la refinería de Petróleos Mexicanos Miguel Hidalgo, la Tula, la Fábrica Cementera Cruz Azul y Tolteca. En cuanto a industria petrolera, se cuenta con la refinería "Miguel Hidalgo" en Tula de Allende, sus instalaciones ocupan un área total de 749 hectáreas; fue la primera refinería planeada de forma integral con plantas de proceso de hidrocarburo de alta capacidad. Su construcción se llevó a cabo en varias etapas, la primera etapa se inauguró el 18 de marzo de 1976.
Para 2015 se cuenta con 4872 unidades económicas, que generaban empleos para 22 893 personas. En lo que respecta al comercio, se cuenta con tres tianguis, once tiendas Diconsa, y nueve lecheras Liconsa; además de dos mercados públicos, un rastro y una central de abasto. De acuerdo con cifras al año 2015 presentadas en los censos económicos del INEGI, la Población Económicamente Activa (PEA) del municipio asciende a 43 216 personas de las cuales 41 140 se encuentran ocupadas y 2076 se encuentran desocupadas. El 4.39%, pertenece al sector primario, el 34.0% pertenece al sector secundario, el 59.63% pertenece al sector terciario y el 1.98% no especificaron.